# Chilothorax variicolor
Chilothorax variicolor är en skalbaggsart som beskrevs av Koshantschikov 1894. Chilothorax variicolor ingår i släktet Chilothorax och familjen Aphodiidae. Inga underarter finns listade i Catalogue of Life.